# نبردناو کلاس-رایودویا
بتل‌شیپ کلاس ریواداوی (به انگلیسی: Rivadavia-class battleship) یک کلاس از کشتی است.